# Ackleton
Ackleton – wieś w Anglii, w hrabstwie Shropshire. Leży 32 km na południowy wschód od miasta Shrewsbury i 194 km na północny zachód od Londynu.